# Кольонія-Бобровська-Воля
Кольонія-Бобровська-Воля (пол. Kolonia Bobrowska Wola) — село в Польщі, у гміні Ключевсько Влощовського повіту Свентокшиського воєводства.
Населення — 64 особи (2011).
У 1975-1998 роках село належало до Пйотрковського воєводства.

## Демографія
Демографічна структура на день 31 березня 2011 року:
|          | Загалом | Допрацездатний вік | Працездатний вік | Постпрацездатний вік |
| -------- | ------- | ------------------ | ---------------- | -------------------- |
| Чоловіки | 35      | 9                  | 20               | 6                    |
| Жінки    | 29      | 4                  | 16               | 9                    |
| Разом    | 64      | 13                 | 36               | 15                   |